# Romualdo Cantara
Romualdo Cantara (1793 – 1864) è stato un politico italiano.

## Biografia
Fu deputato del Regno di Sardegna nella V legislatura, eletto nel collegio di Gassino.